# Nazionale femminile under 19 di calcio della Germania
La nazionale Under-19 di calcio femminile della Germania, in tedesco deutsche Fußball-Nationalmannschaft der U-19-Juniorinnen, è la rappresentativa calcistica femminile internazionale della Germania formata da giocatrici al di sotto dei 19 anni, gestita dalla Federazione calcistica della Germania (Deutscher Fußball-Bund - DFB).
Come membro dell'UEFA partecipa a vari tornei di calcio giovanili internazionali riservati alla categoria, come al Campionato europeo UEFA Under-19 e ai tornei a invito come il Torneo La Manga.
Con le sue sei vittorie al Campionato europeo femminile di calcio di categoria, di cui due ottenute con l'allora formazione Under-18, è la nazionale di calcio femminile Under-19 più titolata in Europa (dopo la Spagna); inoltre, sommando anche i cinque secondi posti, ha disputato undici finali complessive, in questo caso primeggiando tra le nazionali europee di categoria.

## Partecipazioni ai tornei internazionali

### Piazzamenti agli Europei Under-19
- 1998: Semifinale (Under-18)
- 1999: Secondo posto  (Under-18)
- 2000: Campione  (Under-18)
- 2001: Campione  (Under-18)
- 2002: Campione
- 2003: Fase a gironi
- 2004: Secondo posto
- 2005: Semifinale
- 2006: Campione
- 2007: Campione
- 2008: Semifinale
- 2009: Fase a gironi
- 2010: Semifinale
- 2011: Campione
- 2012: Non qualificata
- 2013: Semifinale
- 2014: Non qualificata
- 2015: Semifinale
- 2016: Fase a gironi
- 2017: Semifinale
- 2018: Secondo Posto
- 2019: Secondo Posto
- 2022: Fase a gironi
- 2023: Secondo Posto
- 2024: Fase a gironi

## Tutte le rose

### Mondiale Under-19
Campionato mondiale femminile under 19 FIFA 20041 Rinkes, 2 Kuznik, 3 van Bonn, 5 Krahn, 6 Thomas, 7 Behringer, 8 Goeßling, 9 Mittag, 10 Okoyino da Mbabi, 11 Laudehr, 12 Längert, 13 Hauer, 14 Schiewe, 15 Mpalaskas, 16 Niemeier, 17 Feldbacher, 18 Jokuschies, 19 Blässe, 20 Hanebeck, 21 Veeh, CT: Neid